# Shibuli
Shibuli är en ort i distriktet Kakamega i provinsen Västprovinsen i Kenya.